# Столничены (Хынчештский район)
Столничены (рум. Stolniceni, Стольничень) — село в Хынчештском районе Молдавии. Относится к сёлам, не образующим коммуну.

## География
Село расположено на высоте 236 метров над уровнем моря.

## Население
По данным переписи населения 2004 года, в селе Столничень проживает 1953 человека (955 мужчин, 998 женщин).
Этнический состав села:
| Национальность | Число жителей | Процентный состав |
| -------------- | ------------- | ----------------- |
| молдаване      | 1779          | 91.09             |
| румыны         | 156           | 7.99              |
| украинцы       | 7             | 0.36              |
| русские        | 5             | 0.26              |
| болгары        | 1             | 0.05              |
| прочие         | 5             | 0.26              |
| Всего          | 1953          | 100%              |

## Известные уроженцы
- Митрополит Антоний (Леонид Плэмэдялэ) (1926-2005) — епископ Румынской Православной Церкви, митрополит Трансильванский и Архиепископ Сибиуский.